# Verenigde Staten van Centraal-Amerika
De Verenigde Staten van Centraal-Amerika (1823–1839, vanaf 1825 de Federale Republiek van Centraal-Amerika geheten) is een historisch land in Centraal-Amerika. Het werd in 1823 gevormd naar Amerikaans model. De natie bestond uit de staten Guatemala, El Salvador, Honduras, Nicaragua en Costa Rica. Op 5 juni 1838 kwam daar Los Altos (met als hoofdstad Quetzaltenango en een gebied bestrijkend dat nu in Chiapas in Mexico ligt) bij.

## Geschiedenis
Midden-Amerikaanse liberalen hadden de hoop dat de Federatie zou uitgroeien tot een moderne democratische staat, die economisch tot opbloei zou komen dankzij handelsroutes tussen de oceanen aan weerszijden van het gebied. Deze hoop is zichtbaar in de vlaggen van de betrokken landen: ze vertonen een witte band tussen blauwe stroken hetgeen het land tussen de oceanen representeert.
In de praktijk stuitte de Federatie op talloze problemen. Het liberale project stuitte op verzet van conservatieven en van welgestelde landeigenaren. Bovendien was de infrastructuur wat betreft transport en communicatie zeer slecht.
De meeste inwoners hadden geen enkele binding met de Federatie. Al snel braken er conflicten uit tussen de betrokken landen. De instabiliteit, die door de Federatie eerder veroorzaakt dan voorkomen werd, belemmerde juist de gewenste economische voorspoed. De aanleg van een kanaal tussen de oceanen, waar het gebied veel economisch profijt van zou kunnen trekken, was door de verdeeldheid niet mogelijk.

## Bestuurlijke indeling
De Verenigde Staten van Centraal-Amerika bestonden uit vijf en vanaf 1838 zes deelstaten:
- Costa Rica
- El Salvador
- Guatemala
- Honduras
- Los Altos (vanaf 1838)
- Nicaragua

## Andere federaties in Latijns-Amerika
Er hebben in Latijns-Amerika meerdere soortgelijke projecten plaatsgevonden, zoals de Confederatie van Peru en Bolivia en Groot-Colombia.

De Zuid-Amerikaanse Statengemeenschap, opgericht in 2004, is een nieuwere poging om toch te komen tot meer samenwerking in de regio. Anders dan bij de eerdere pogingen, die allen mislukten, blijft de soevereiniteit bij deze statengemeenschap uitdrukkelijk bij de verschillende staten.

## Nationale feestdagen
De huidige staten Costa Rica, El Salvador, Guatemala, Honduras en Nicaragua vieren op dezelfde datum hun nationale feestdag, ter herinnering aan de Centraal-Amerikaanse onafhankelijkheidsverklaring in september 1821, waarbij deze staten zich losmaakten van Spanje (de definitieve onafhankelijkheid van Mexico volgde pas in 1823).